# (200214) 1999 TX169
(200214) 1999 TX169 es un asteroide perteneciente al cinturón de asteroides descubierto por LINEAR el 10 de octubre de 1999 desde el Laboratorio Lincoln.

## Designación y nombre
Designado provisionalmente como 1999 TX169.

## Características orbitales
1999 TX169 está situado a una distancia media de 2,768 ua, pudiendo alejarse un máximo de 3,049 ua y acercarse un máximo de 2,488 ua. Tiene una excentricidad de 0,101.

## Características físicas
La magnitud absoluta de 1999 TX169 es 16,0.